# Emishi
Gli Emishi (in giapponese 蝦夷, e anteriormente al VII secolo 毛人) furono un popolo del Giappone che viveva nella parte a nord-est dell'isola di Honshū (oggi regione di Tōhoku) e anticamente michi no oku (道の奥).
Alcune tribù di questa popolazione si opposero al dominio degli imperatori giapponesi durante i periodi tardo Nara e primo Heian (VII-X secolo). Gli studiosi moderni ritengono che fossero indigeni della parte più settentrionale dell'isola, i discendenti delle genti che avevano prodotto la cultura Jōmon e che fossero collegati agli Ainu.
Gli Emishi parlavano una lingua diversa, non ricostruita dagli studiosi, come è deducibile dalla frequente presenza di traduttori che permettevano a Giapponesi ed Emishi di comunicare tra loro. I toponimi della regione sono inoltre per la maggior parte di origine ainu. Anche i famosi generali emishi che combatterono i Giapponesi nella "guerra dei 38 anni" (774-811), Moro e Aterui, hanno ugualmente nomi non giapponesi.

## Fonti storiche
Notizie sugli Emishi si trovano nei documenti storici delle dinastie cinesi Tang (618-907) e Song (960-1279), che descrivono relazioni con il Giappone, e nell'antica cronaca giapponese del Shoku Nihongi. La prima menzione di questa popolazione è presente nel libro dei Song, che si riferisce a loro nel 478 come "popolo peloso" (毛人) con 55 regni dell'Est. La lettura di questo kanji mutò da "kebito" o "mojin" (cinese máo rén), a "emishi", probabilmente entro il VII secolo.
In un documento della dinastia Tang viene descritto nel 659 l'incontro dell'imperatore cinese Gao Zong con l'ambasciatore giapponese Sakaibe no Muraji, accompagnato da due Emishi, un uomo e una donna. L'etnia viene indicata con un diverso kanji: 蝦夷, ovvero una combinazione dell'ideogramma che in quest'epoca indica "gamberetti" e di quello per "barbari".
Il giapponese Shoku Nihongi riporta il colloquio, nel quale l'ambasceria giapponese descrisse le relazioni intrattenute con le diverse tribù degli Emishi: alcune erano alleate (和蝦夷 niki-emishi', ovvero "Emishi gentili") e altre ostili (荒蝦夷 ara-emishi, ovvero "Emishi selvaggi"), mentre altre ancora, come gli Emishi di Tsugaru (odierna parte settentrionale della prefettura di Aomori), erano stanziate più lontano. Gli Emishi sono descritti come portatori di lunghe barbe e ancora come kebito, con molti capelli.
La fonte giapponese usa il medesimo kanij della fonte cinese per indicare gli Emishi, e questo potrebbe essere stato importato dalla Cina. Tuttavia la lettura come "ebisu" e poi "emishi" era giapponese e molto probabilmente deriva dal termine "yumushi", per "arciere", essendo l'arco la loro arma principale, o da "emushi", la parola ainu per "spada". Sono state proposte anche altre ipotesi: la parola "enchiu", "uomo", in lingua ainu, si pronuncia in modo molto simile e il termine giapponese è probabile possa avere un'origine ainu.

## Storia
Gli Emishi erano rappresentati da diverse tribù, alcune delle quali divennero alleate dei Giapponesi (Fushu, Ifu), mentre altre rimasero ostili (Iteki). La loro economia era basata su attività di caccia e raccolta, integrata dalla coltivazione di miglio e orzo e forse di riso, in aree dove questo cresceva rapidamente.
Avevano una tattica di combattimento basata sugli arcieri a cavallo e su veloci attacchi e ritirate che si rivelava efficace contro le più lente armate giapponesi dell'epoca, composte prevalentemente di fanteria pesante. I primi tentativi di conquista nell'VIII secolo furono per questo motivo un insuccesso. Il successivo sviluppo di unità di arcieri a cavallo e l'adozione delle tattiche del nemico nell'esercito giapponese mutò le condizioni e il successo del graduale cambiamento nelle tecniche militari si manifestò alla fine dell'VIII secolo, nel suo ultimo decennio, ad opera del generale Sakanoue no Tamuramaro.
Con la sconfitta alcuni si sottomisero all'autorità imperiale, come le tribù dei Fushu e degli Ifu, mentre altri migrarono più a nord, ed alcuni arrivarono nell'isola di Hokkaidō. Entro la metà del IX secolo i loro territori nell'isola di Honshū erano stati tutti conquistati, perdendo la loro indipendenza. Tuttavia potenti famiglie emishi che si erano sottomesse al dominio giapponese crearono domini feudali nel nord che godettero in molti casi di ampie autonomie. Alcuni di questi domini divennero nel corso dei due secoli seguenti, degli stati regionali che entrarono in conflitto con il potere centrale.

### Primi contatti
Il Shoku Nihongi riferisce della spedizione navale di Abe no Hirafu, il quale nel 658 raggiunse con 180 navi Aguta (oggi Akita) e Watarishima (Hokkaidō) e stabilì delle alleanze con gli Emishi di Aguta (di Akita), di Tsugaru e di Watarishima, insieme ai quali sconfisse il popolo dei Mishihase (Su-shen), di origine sconosciuta, distruggendone uno degli insediamenti. L'anno seguente un uomo e una donna degli Emishi accompagnarono un'ambasceria giapponese nella Cina della dinastia Tang. Questa è una delle più antiche testimonianze affidabili dell'esistenza degli Emishi. Dato che risultano stanziati in quest'epoca nei territori dove si pensa che siano vissuti gli Ainu, dovrebbero esserne gli antenati. I Mishihase dovrebbero invece essere stati un altro gruppo etnico che era probabilmente in competizione con gli antenati degli Ainu per il possesso dell'isola di Hokkaidō.
Nel 709 i giapponesi costruirono il forte di Ideah ad Echigo (oggi Akita), in un territorio che non era sotto il loro controllo. Gli Emishi di Akita si allearono con quelli di Michinoku e reagirono attaccando gli insediamenti giapponesi. Fu nominato Sei Echigo Emishi shōgun Saeki no Iwayu, che utilizzò 100 navi provenienti dalle regioni costiere del Giappone e soldati reclutati nelle regioni orientali e riuscì a sconfiggere gli Emishi di Akita.
Nel 724 Oono no Omi Azumahito costruì il castello di Taga, presso l'odierna Sendai, che divenne il maggiore forte amministrativo della regione nord-orientale di Michinoku. Come Chin'ju shogun costruì diversi forti nella piana di Sendai e nelle montagne dell'interno (oggi prefettura di Yamagata). Gli Emishi adottarono una tattica di guerriglia che teneva i forti sotto pressione, ma i giapponesi reclutarono i gruppi emishi degli Ifu e dei Fushu.
Dopo un lungo periodo di stasi, l'esercito giapponese, guidato da Fujiwara no Asakari, penetrò nel 758 nella parte settentrionale dell'odierna prefettura di Miyagi e costruì il castello di Momonohu sul fiume Kitakami, nonostante i costanti attacchi degli Emishi di Isawa (oggi parte meridionale della prefettura di Iwate).

### Guerra dei 38 anni
Nel 774 Korehari no kimi Azamaro, un alto ufficiale emishi dell'esercito giapponese stanziato nel castello di Taga, si mise alla testa di una rivolta, dando inizio a quella che è conosciuta come "guerra dei 38 anni" (三十八年戦争). Gli Emishi contrattaccarono su un ampio fronte, a partire dal castello di Momonohu, del quale annientarono la guarnigione. Passarono quindi a distruggere una serie di fortezze che erano state costruite negli anni precedenti lungo una linea difensiva est-ovest e non risparmiarono neppure il castello di Taga.
I giapponesi reclutarono un grande esercito, che contava forse 20.000 uomini e che si opponeva ad una forza emishi che raggiungeva circa 3000 uomini complessivamente. Nel 776 l'armata giapponese attaccò gli Emishi di Shiwa, ma non riuscì ad annientarli e questi contrattaccarono nei monti Ōu. Nel 780 gli Emishi attaccarono la piana di Sendai, distruggendo i villaggi giapponesi che vi si erano insediati. I giapponesi tentarono di imporre nuove tasse e reclutare altri soldati nella zona di Bandō.
Nel 789 gli Emishi di Isawa, guidati dal generale Aterui sconfissero l'esercito giapponese guidato da Ki no Kosami, Seito shogun, nella battaglia del fiume Koromo (o battaglia di Sufuse). Le forze giapponesi, comprendenti circa 4000 uomini, furono attaccate da un esercito emishi di circa 1000 uomini mentre tentavano di attraversare il fiume Kitakami.
Nel 794 molti personaggi importanti degli Emishi di Shiwa, compreso Isawa no kimi Anushiko, dell'odierna parte settentrionale della prefettura di Miyagi, si allearono con i giapponesi. Gli Emishi di Shiwa, entrati nell'esercito imperiale, attaccarono allora con successo altri piccoli gruppi. Gli Emishi di Isawa, che avevano costituito una confederazione, si trovarono dunque isolati e il generale giapponese Sakanoue no Tamuramaro li sottopose a continui attacchi, usando soldati addestrati come arcieri a cavallo. La nuova tattica portò alla resa di Aterui nell'802. Molti gruppi si sottomisero al potere imperiale, ma la resistenza non cessò che nell'811. Gli Emishi rimasero indipendenti a nord del fiume Kitakami, ma non rappresentarono più una minaccia.

### Dopo la conquista
Dopo la conquista i capi emishi presero parte al governo locale. Alcuni domini regionali furono dominati da gozuku giapponesi (famiglie Abe, Kiyowara e Ōshū Fujiwara) e divennero progressivamente stati regionali feudali semi-indipendenti. Gli Emishi fecero parte della classe dirigente mista di questi domini, ma vennero progressivamente assimilati, perdendo la propria distinta identità culturale. Le popolazioni più settentrionali e quelle dell'isola di Hokkaidō, rimaste indipendenti ancora a lungo, conservarono una cultura separata: i loro discendenti dovettero dare origine alla cultura Satsumon nell'isola di Hokkaidō e ad una popolazione che rimase etnicamente distinta: furono conosciuti con i nomi di Emishi di Watarishima, poi di Ezo e infine di Ainu.

## Origine genetica ed etnica
Recentemente la genetica, attraverso lo studio della porzione non ricombinabile del DNA-Y, ha dimostrato come molti Ainu, gli Emishi e buona parte dei Giapponesi, probabilmente coloro che fanno parte del gruppo Jōmon, ovvero gli abitanti originari del Giappone, appartengono tutti all'aplogruppo D (34,7%) e C1a (10%). Mitsuru Sakitani ha affermato che il tipo ancestrale di C1a1 ha raggiunto il Giappone dall'Asia occidentale. Sebbene la sua età di arrivo sia sconosciuta, la diffusione del sottogruppo esistente è di circa 12.000 anni fa, il che è quasi coerente con l'inizio del periodo Jōmon. C1a1 potrebbe essere il gruppo che ha portato la cultura Jōmon in Giappone.
Tale aplogruppo identifica i discendenti dei cacciatori-raccoglitori che arrivarono in Giappone dal continente asiatico in un momento in cui le due regioni erano fisicamente collegate, ovvero fra i 20.000 ed i 12.000 anni fa, prima che l'avanzare del livello del mare, alla fine dell'ultima glaciazione, separasse l'arcipelago giapponese, spingendo i Jōmon e le altre genti, a diffondersi nelle isole nipponiche in un raggio a forma di "U" nella zona settentrionale del Giappone, abitata dagli Ainu e nelle isole Ryūkyū, nell'estremo sud, come le isole Okinawa.
Subito dopo la seconda guerra mondiale furono esaminate le mummie della famiglia Ōshū Fujiwara (奥州藤原氏 Ōshū Fujiwara-shi), che aveva dominato la regione di Tōhoku nel XII e XIII secolo da Hiraizumi e che era ritenuta essere di origine emishi. Le analisi conclusero che i membri della antica famiglia erano tuttavia del tutto identici fisicamente agli attuali giapponesi. Questi dati ebbero come effetto di diffondere l'idea che gli Emishi non fossero altro che giapponesi che vivevano a nord al di fuori del dominio del regno Yamato.
Lo studio dei resti scheletrici delle popolazioni della cultura Jōmon ha dimostrato tuttavia un legame con il moderno gruppo etnico degli Ainu e indicando che si trattava probabilmente di popolazioni autoctone del Giappone, che dovevano avere un aspetto fisico differente da quello degli attuali giapponesi e delle moderne popolazioni dell'Asia orientale. Gli studi di antropologia fisica hanno dimostrato inoltre che le caratteristiche scheletriche mutarono progressivamente nel tempo da sud-ovest a nord-est, parallelamente all'espansione delle genti che parlavano giapponese. I resti scheletrici dei tumuli funerari della regione di Tōhoku (kofun) mostrano caratteristiche intermedie e gli Emishi dovevano essere frutto della commistione delle popolazioni Jōmon con popolazioni della cultura Yayoi, che erano penetrate nella regione.
Gli Emishi parlavano un linguaggio di tipo ainu, diverso dal giapponese, che gli studiosi non sono ancora riusciti a ricostruire.

## Emishi nella cultura di massa
Nel film d'animazione giapponese Princess Mononoke (もののけ姫 Mononoke Hime) di Hayao Miyazaki (1997), ambientato nel periodo Muromachi del XVI secolo, Emishi è il nome del villaggio tribale del protagonista, Ashitaka, che viene rappresentato come l'ultima sacca di sopravvivenza di questa popolazione.